# Pseudomyrmex gracilis
Pseudomyrmex gracilis  (лат.) — вид древесных муравьёв рода Pseudomyrmex из подсемейства Pseudomyrmecinae (Formicidae). Новый Свет.

## Распространение
Северная, Центральная и Южная Америка: от Техаса и Флориды (США) до северной Аргентины, Парагвая и Уругвая (Ward, 1989, 1993, 1999).

## Описание
Среднего размера муравьи жёлто-коричневого или чёрного цвета (жвалы и ноги светлее). Длина головы (HL) 1.38-1.99 мм, ширина головы (HW) 1.39-2.07 мм. Имеют относительно крупные глаза и сильное жало. Тело узкое, ноги короткие. Стебелёк между грудкой и брюшком состоит из двух узловидных члеников (петиоль и постпетиоль). 
Живут в полостях живых деревьев и кустарников акаций (Acacia) с которыми находятся во взаимовыгодных отношениях.

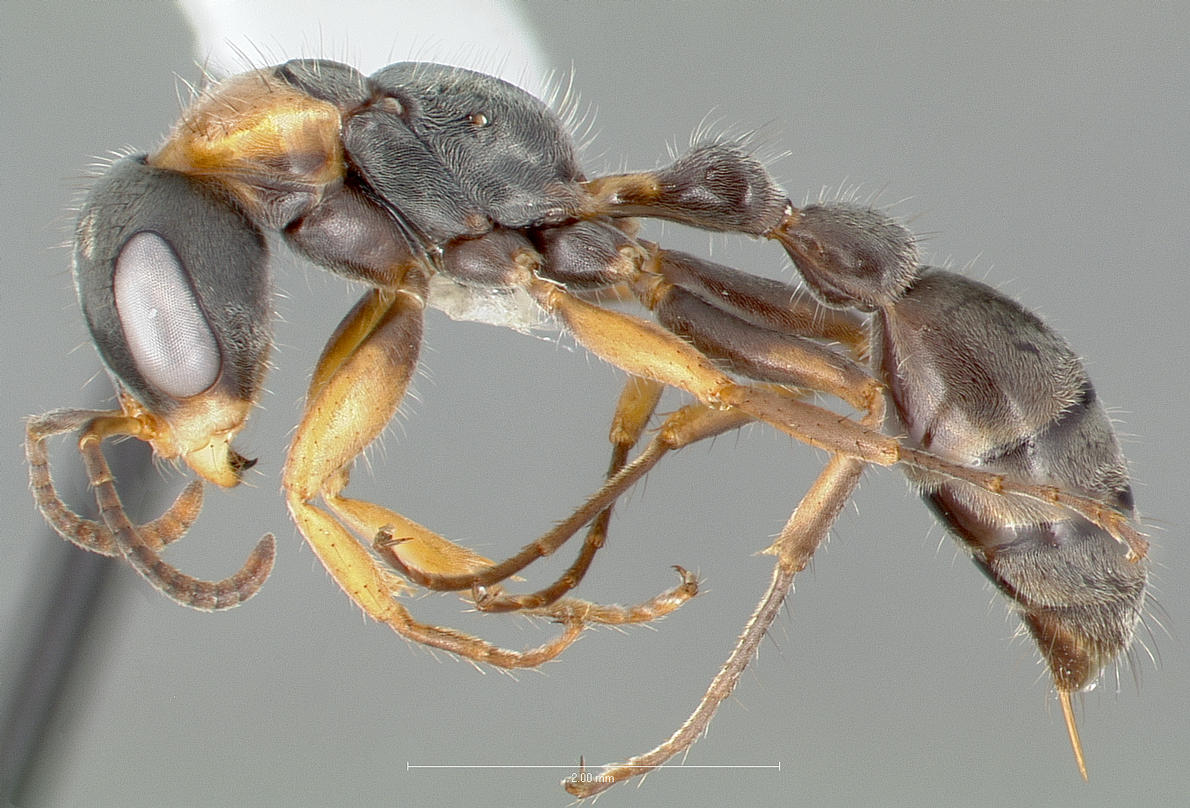
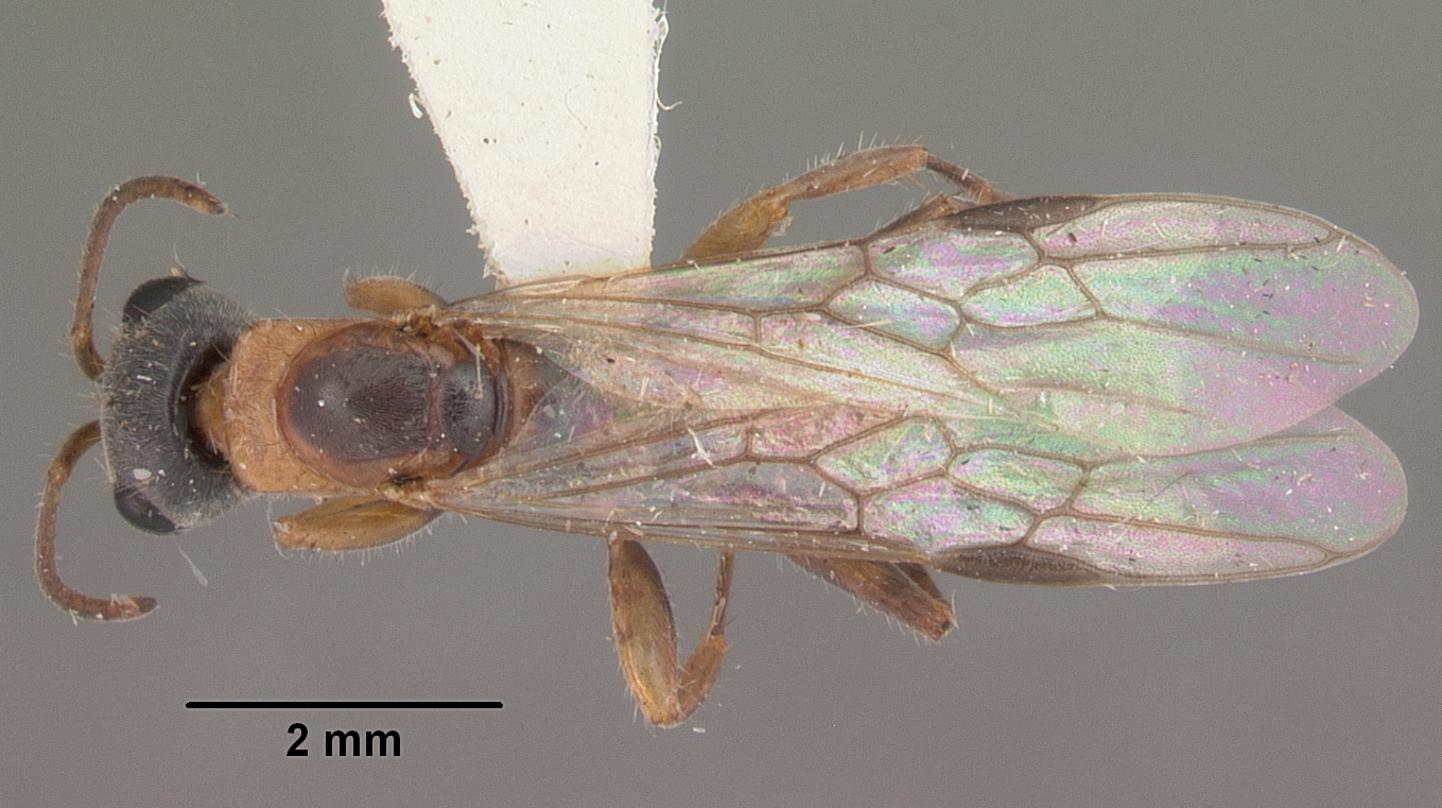
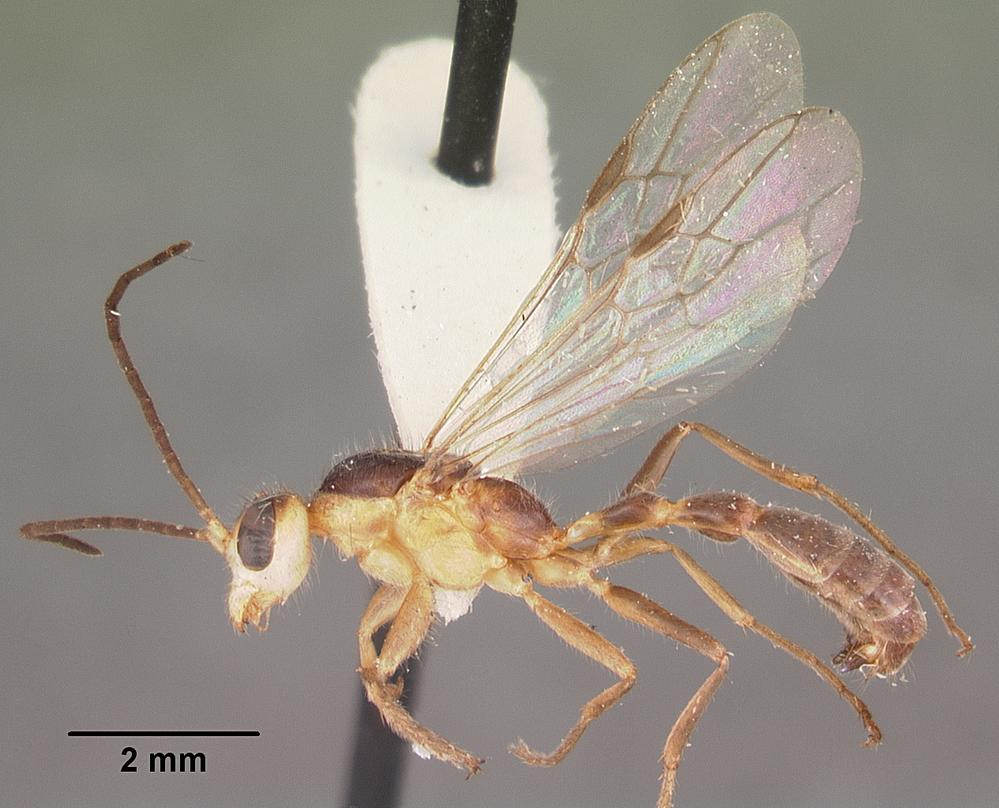